# Struhaře
Struhaře (dříve Strhaře, německy Struharsch) jsou vesnice, část města Spálené Poříčí v okrese Plzeň-jih v Plzeňském kraji. Nachází se asi 2,5 kilometru jižně od Spáleného Poříčí. Struhaře jsou také název katastrálního území o rozloze 5,22 km².
Jedná se o typický příklad tzv. okrouhlé vsi.

## Historie
První písemná zmínka o vesnici pochází z roku 1379.

## Obyvatelstvo
| Rok            | 1869 | 1880 | 1890 | 1900 | 1910 | 1921 | 1930 | 1950 | 1961 | 1970 | 1980 | 1991 | 2001 | 2011 | 2021 |
| -------------- | ---- | ---- | ---- | ---- | ---- | ---- | ---- | ---- | ---- | ---- | ---- | ---- | ---- | ---- | ---- |
| Počet obyvatel | 312  | 328  | 283  | 295  | 315  | 318  | 280  | 221  | 182  | 107  | 89   | 68   | 51   | 56   | 66   |
| Počet domů     | 48   | 52   | 52   | 53   | 55   | 55   | 57   | 59   | 52   | 44   | 37   | 34   | 46   | 43   | 45   |

## Obecní správa
Při sčítání lidu v letech 1850–1971 Struhaře byly samostatnou obcí, se kterým patřily nejprve do okresu Plzeň, ale v roce 1950 v okrese Blovice a od roku 1960 v okrese Plzeň-jih. Od 26. listopadu 1971 jsou částí města Spálené Poříčí v okrese Plzeň-jih, kdy se konaly městské volby.

## Pamětihodnosti
- Kaple svatého Jana Nepomuckého

## Osobnosti
- Václav Šára (1893–1941), československý legionář, brigádní generál a velitel odbojové organizace Obrana národa

## Galerie

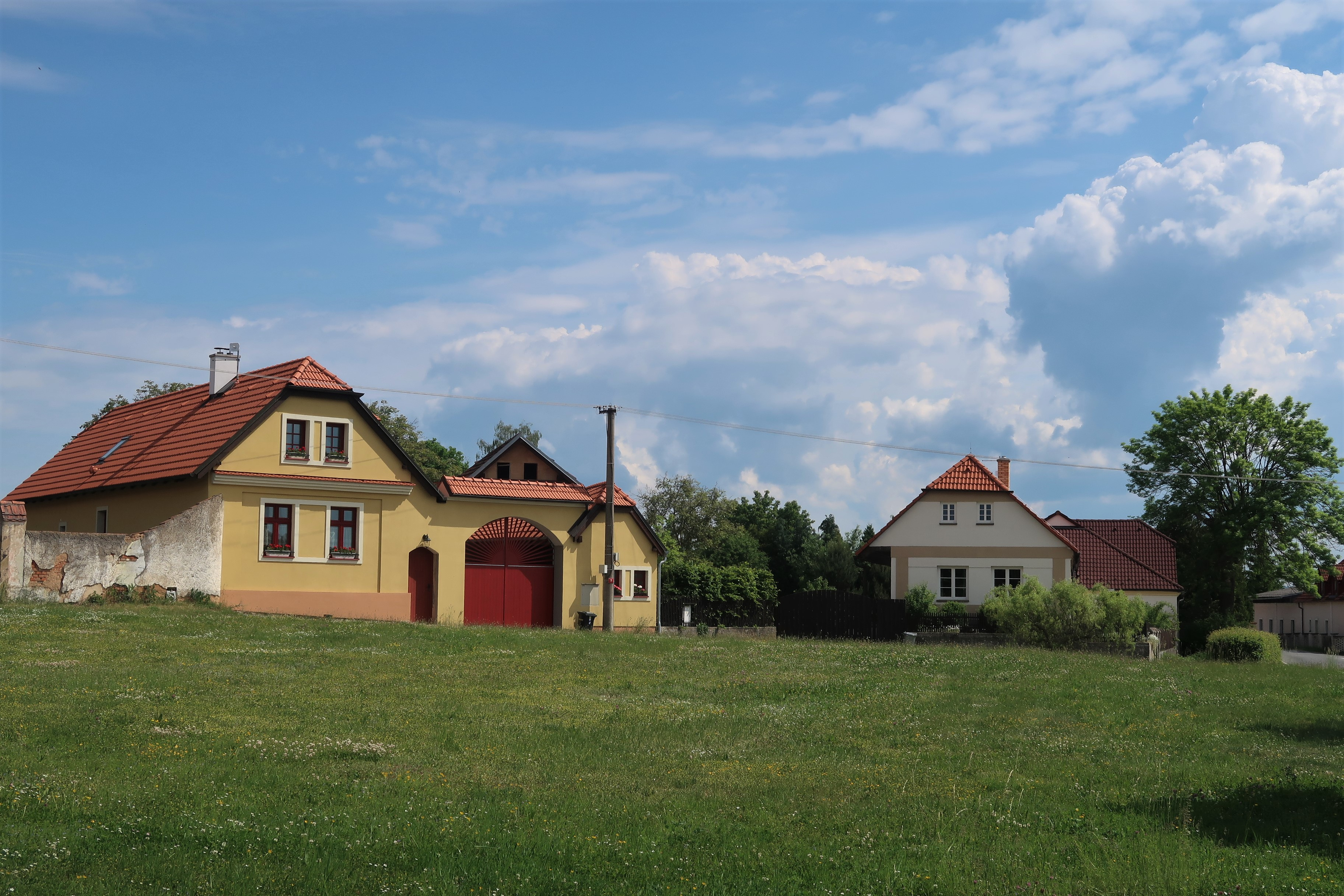
Náves ve Struhařích
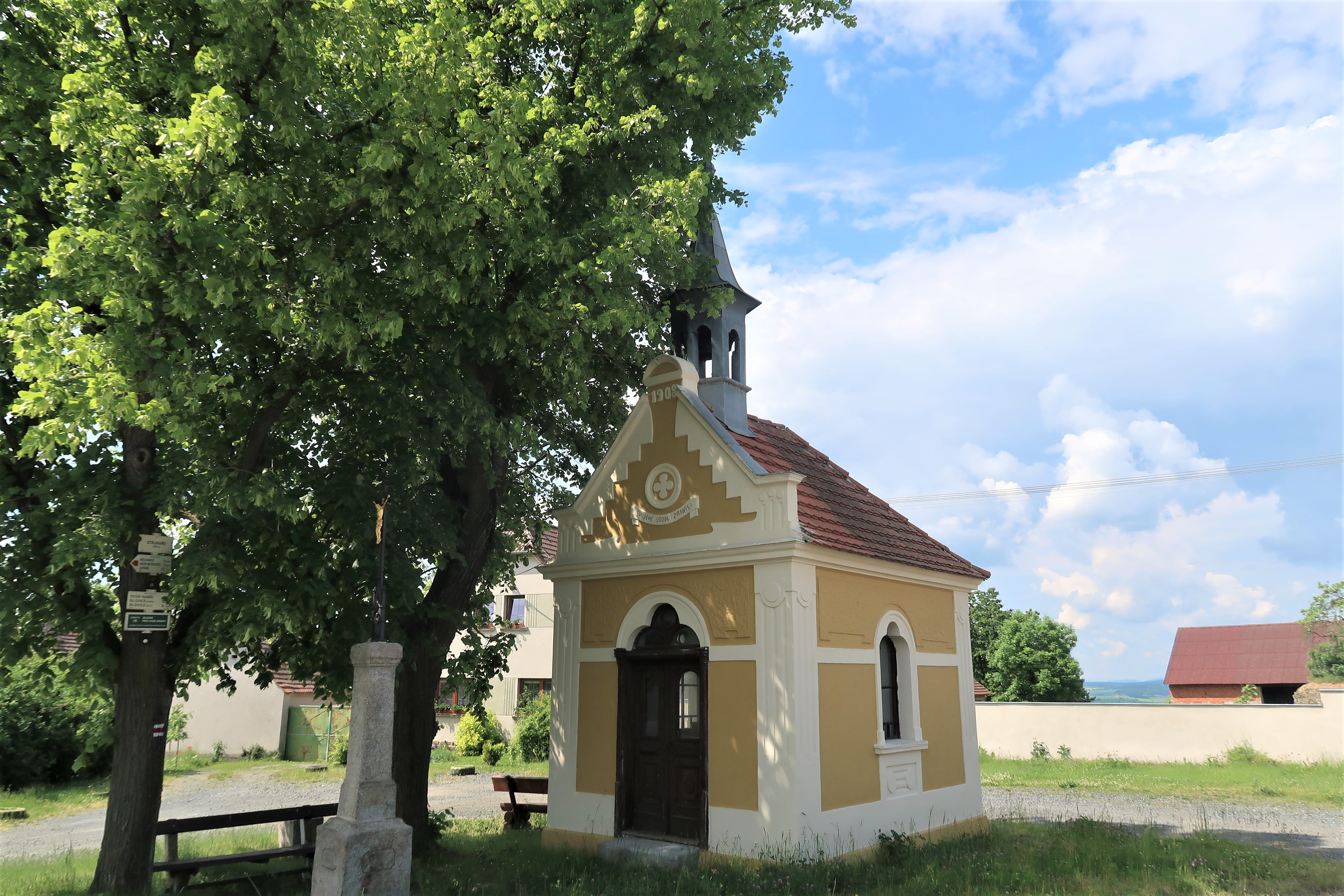
Kaple svatého Jana Nepomuckého na návsi
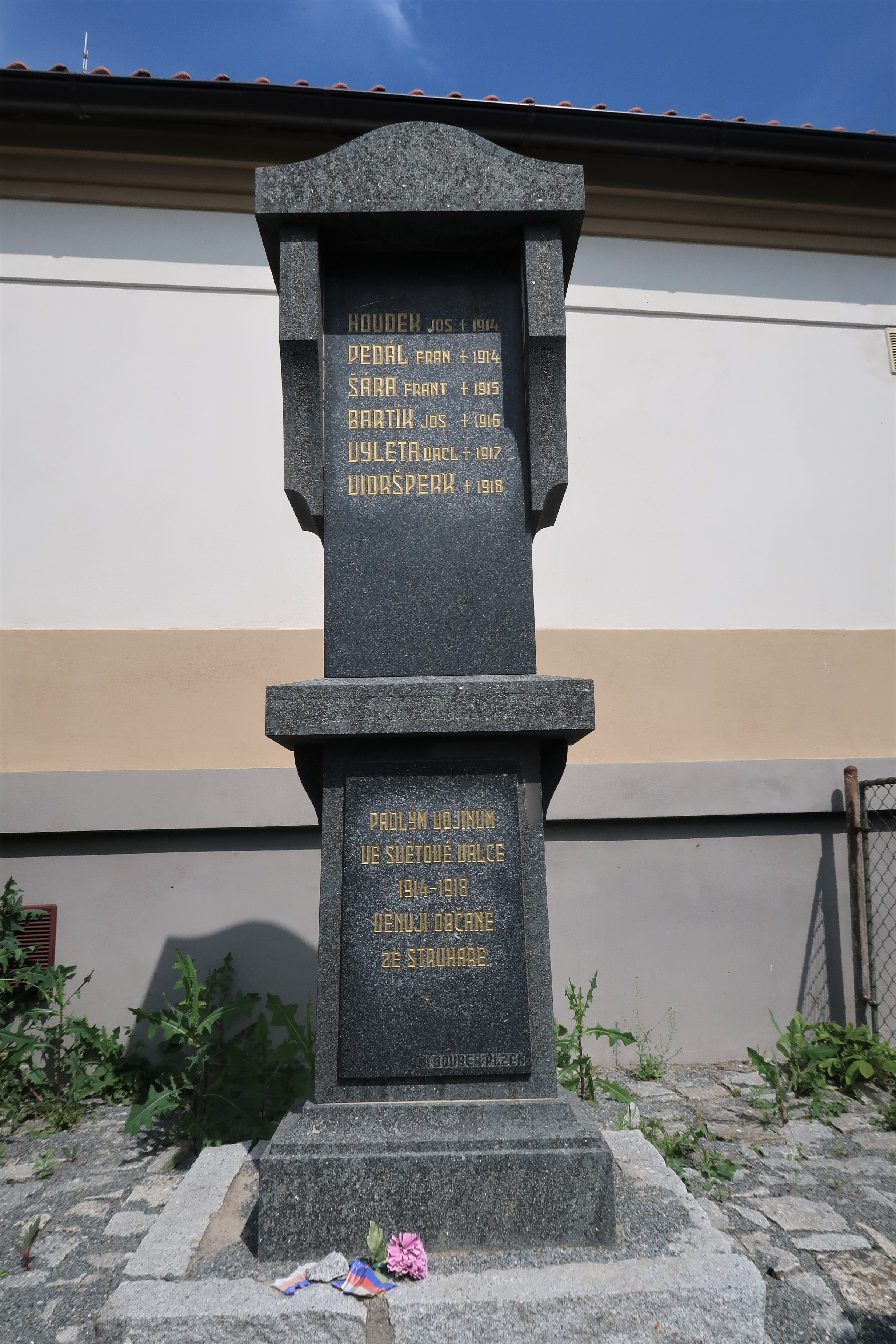
Pomník obětem první světové války
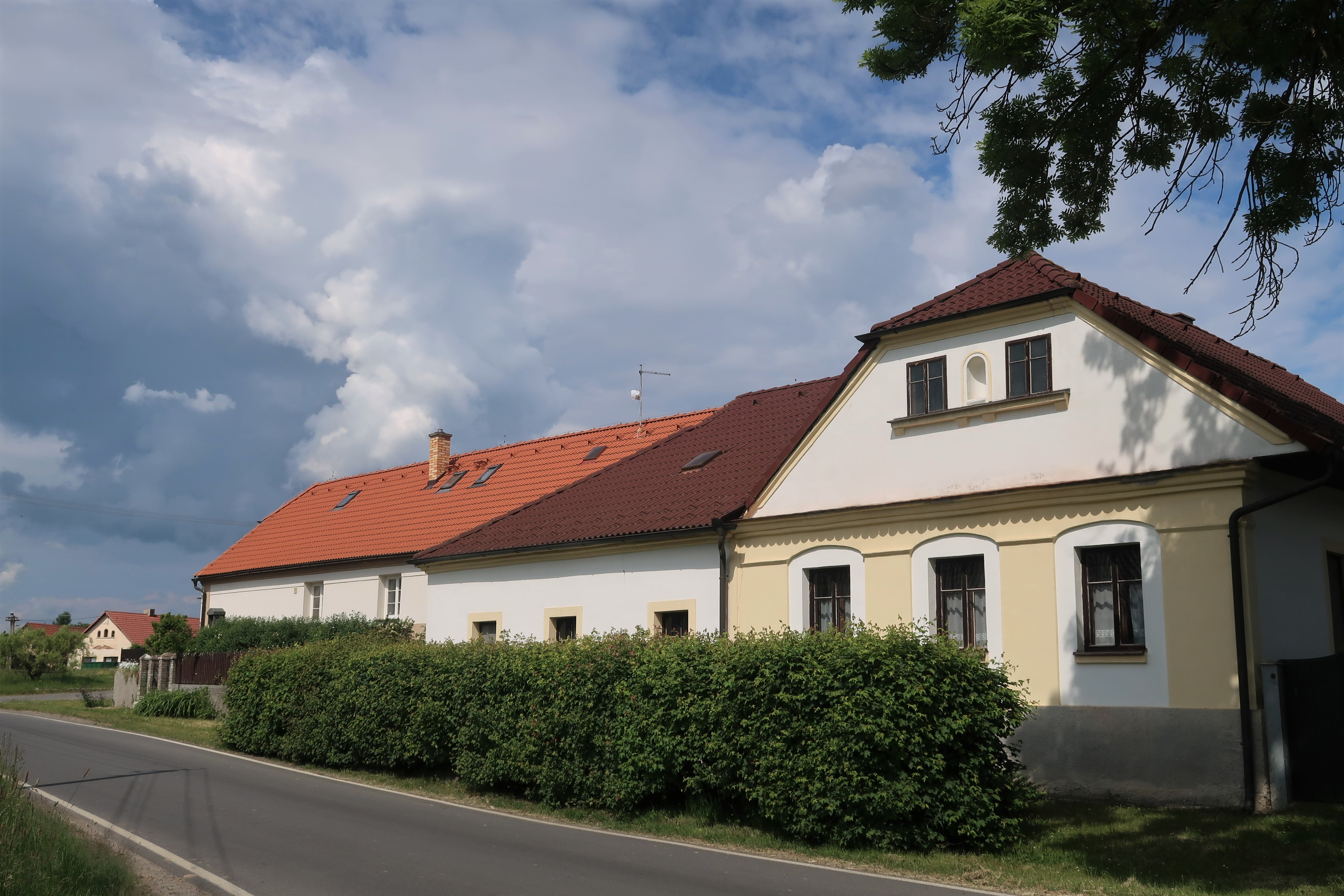
Stavení č.p. 8 na východní straně návsi